# Полярний (фільм)
«Полярний» (англ. Polar) — кримінальний бойовик 2019 року, знятий на основі однойменного графічного роману Віктора Сантоса. Головні ролі виконали Мадс Міккельсен, Ванесса Енн Гадженс, Кетрін Винник, Метт Лукас.

## Сюжет
Колишній найманий вбивця корпорації «Домокл», Майкл Грін, який нещодавно вийшов на пенсію, вбитий у власному будинку. Корпорація має величезні борги. Її керівник містер Блут вирішує повернути кошти кредиторам, вбивши кількох найманців, які досягнули пенсійного віку, що за угодою гарантує повернення пенсійних виплат «Домоклу».
Дункан Візла незабаром виходить на пенсію. Він отримує останнє завдання поїхати до Білорусі та поквитатися з вбивцею Гріна. Візла відмовляється, натомість їде в тихе містечко, замівши усі сліди. Але він зв'язується з Вівіан і береться за справу. В Білорусі він виконує завдання, але розуміє, що це пастка. Блут відправляє на пошуки Візли групу вбивць. Коли Дункан розправляється з ними, викрадають його сусідку Каміллу. Щоб отримати інформацію Візла зустрічається з Портером. Той отруює його. Візла приходить до тями в Блута, який катує його протягом кількох днів. Полоненому вдається втекти. Він пропонує угоду — обмін Камілли на себе, а потім заманює Вівіан із найманцями на склад, де вбиває всіх. Візла проникає в будинок Блута та відрубує йому голову. Він забирає Каміллу. У неї вдома Дункан знаходить вирізки з газет про свою невдалу справу, спогади про яку переслідували його роками. Щоб загладити свою провину перед дитиною, яка вижила, вбивця перераховував кошти для неї. Камілла й була тією дитиною. Візла пропонує жінці вбити його, але вона не може цього зробити. Натомість просить допомогти знайти того, хто замовив її батька.

## У ролях
| Актор               | Роль         |
| ------------------- | ------------ |
| Мадс Міккельсен     | Дункан Візла |
| Ванесса Енн Гадженс | Камілла      |
| Кетрін Винник       | Вівіан       |
| Метт Лукас          | містер Блут  |
| Джош Круддас        | Олексій      |
| Рубі О. Фі          | Сінді        |
| Ентоні Грант        | Факундо      |
| Робер Має           | Карл         |
| Джонні Ноксвілл     | Майкл Грін   |
| Фей Рен             | Гільда       |
| Інга Кадранел       | Регіна       |

## Створення фільму

### Виробництво
У жовтні 2014 року стало відомо, що Constantin Film береться за екранізацію графічного роману Віктора Сантоса. Виробництво фільму почалось у лютому 2018 року. Зйомки фільму проходили в Торонто, Канада.

### Знімальна група
- Кінорежисер — Юнас Окерлунд
- Сценарист — Джейсон Ротвелл
- Кінопродюсер — Джеремі Болт, Гартлі Горенстейн, Роберт Кулцер
- Композитор — Deadmau5
- Кінооператор — Пер М. Екберг
- Кіномонтаж — Дубі Вайт
- Художник-постановник — Емма Фаерлі
- Артдиректор — Пітер Міхайчук
- Художник-декоратор — Елізабет Колдерхед
- Художник-костюмер — Сюзі Коултгард
- Підбір акторів — Деніел Габбард[4]

## Сприйняття
Фільм отримав змішані відгуки. На сайті Rotten Tomatoes оцінка стрічки становить 24 % на основі 41 відгук від критиків (середня оцінка 3,3/10) і 73 % від глядачів із середньою оцінкою 3,8/5 (2 028 голосів). Фільму зарахований «гнилий помідор» від кінокритиків та «попкорн» від глядачів, Internet Movie Database — 6,3/10 (43 984 голоси), Metacritic — 19/100 (12 відгуків критиків) і 6,6/10 (151 відгук від глядачів).